# 阿尔伯斯韦勒
阿尔伯斯韦勒是德国莱茵兰-普法尔茨州的一个市镇。总面积10.85平方公里，总人口1899人，其中男性905人，女性994人（2011年12月31日），人口密度175人/平方公里。